# Высокий (платформа ЮЖД Мерефянского направления)
Высокий (укр. Високий) — железнодорожная платформа Южной железной дороги, находящаяся в посёлке Высокий, являющаяся транспортным узлом местного значения (конечные пункты маршрутных такси № 608, 1182 до станции харьковского метрополитена «Холодная гора»). До 2016 г. "Октябрьская" (укр. Жовтнева). На южном конце платформ — регулируемый автоматическим шлагбаумом железнодорожный переезд автодороги, соединяющей две части (старую и новую) населённого пункта. Рядом с платформой находится почти вся инфраструктура посёлка. Поезда дальнего следования, а также некоторые пригородные по платформе Высокий не останавливаются.

## Путевое развитие
Чётный и нечётный пути перегона Покотиловка-Мерефа.

## Сооружения
Здание вокзала с кассой, косметический ремонт проведён в 2004 г., тяговая подстанция, а также уборная типа сортир.

## Поезда
Участок Харьков-Мерефа обслуживается исключительно электропоездами ЭР2, ЭР2Р, ЭР2Т депо Харьков. В чётном направлении поезда идут до станции Харьков-Пассажирский, в нечётном — до станций Мерефа, Змиёв, Борки, Лихачёво, Беляевка, Лозовая, Гавриловка, Языково, Гусаровка, Власовка, Красноград.

## Подвиг Юлия Чигирина
17 июня 1962 года на платформе «Жовтнева» выпускник Харьковского института инженеров железнодорожного транспорта Юлий Чигирин ценой собственной жизни спас от смерти старушку и её уже немолодую дочь, погибнув под колёсами встречного поезда.
В начале 2006 года руководство Южной железной дороги приняло решение установить на платформе памятную каменную стелу из чёрного гранита с портретом Юлия Чигирина.